# Síndrome de Löfgren

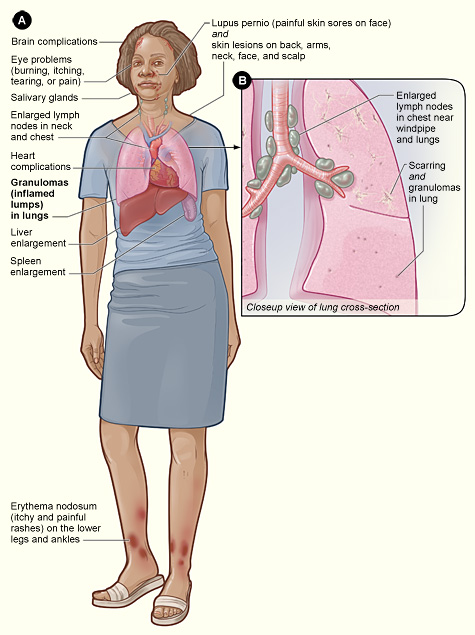
Signos y síntomas de la sarcoidosis

El síndrome de Löfgren es un tipo de sarcoidosis aguda caracterizada por la presencia de linfoadenopatías hiliares, fiebre y artritis. No tiene secuelas el 95% de los casos. Es más frecuente en mujeres que en hombres, asociandose principalmente a personas de ascendencia escandinava, irlandesa, africanos y puertorriqueños. Tiene una mayor incidencia en personas entre 30 y 40 años. Fue descrita inicialmente en 1953 por Sven Halvar Löfgren, médico Sueco. Algunos han definido que la condición está imprecisamente definida.

## Causas
La formación de granulomas está asociada a la exposición de determinados antígenos microbianos y tipos de material particulado orgánico e inorgánico.

## Diagnóstico
La tríada resulta altamente específica para el diagnóstico de sarcoidosis. En este tipo de situaciones la biopsia se podría incluso omitir [cita requerida]. Su diagnóstico es difícil por la existencia de otras condiciones con características clínicas similares. No existen estudios específicos para su diagnóstico, pero hay pruebas para monitorear su actividad y excluir otras posibles causas. Para un diagnóstico lo más específico posible se requiere una biopsia de los granulomas no caseificantes típicos en algún órgano afectado y una radiología.

## Tratamiento
El manejo inicial consiste en el uso de AINES, pudiendo requerir terapia antiinflamatoria más potente con corticoesteroides. Si es solamente cutánea, se utilizan esteroides y tacrolimús tópicos. Con hipercalciuria, se usan esteroides y antimaláricos. A mayor afección, se usan medicamentos inmunomoduladores, inmunosupresores o fármacos biológicos antifactor de necrosis tumoral.